# Въведение Богородично (Стара Загора)
„Въведение Богородично“ е православен храм в центъра на Стара Загора, България, под ведомството на Старозагорската епархия.

## История
Около 1715 година в североизточната част на града, Алтън топ, започват да се заселват българи от Ново село. Малко по-късно българи от Ново село започват да се заселват и в югоизточната част на Ески Заара и образуват махалата Аарджа. В Алтън топ се появява църква „Свети Димитър“, а в Акърджа – „Света Богородица“, построена с материали от новоселската църква около 1763 година. Господин Славов описва църквата така „стените ѝ бяха от дебели мешови талпи, а не кирпичи. Беше дълбока в земята 4-5 стъпала. Тя беше пределенс на длъж с дувар от камъни на два метра височина и от горе с дъсчен кафез. В отдела към северната страна имаше построена голяма сайвана, гдето се събираха и черкуваха хората, когато по големите празници, народът не можеше да се събира вътре в църквата, която не беше на дължина повече от 20 метра и имаше две големи врати: едната от южната, а другата към западната страна на мъжкото отделение и една малка врата на женското отделение Тази църква тъй си съществуваше до 1837 година, когато се събори и на нейно място се направи сега съществуващата кевгирлия каменна черква под названието Акарженска черква“.
В началото на XIX век българското население в града – в махалите Акърджа и Нова махала – се увеличава. Вследствие на реформите от 30-те години митрополит [[|Иларион Критски|Иларион Търновски]] успява да издейства ферман за обновяване на акърдженската църква. През лятото на 1837 година старата тясна вкопана църква е съборена и на нейно място с дарения е построен нов храм. Църквата е с размери дължина 31,5 m, ширина 18,50 m и височина 6 m – размери непроменени при възстановяването в 1881 година, само с 2 аршина по-ниска. Колоните са били 12, колкото са и сега. Стените започват с два метра дебелина и завършват 15 – 20 cm по-тесни, за да служат и като подпори. Прозорците и вратите са четвъртите и ниски. Вратите са по две двойни на северната и южната страна и една двойна на запад. Градежът е от камък и вар с дървени сантрачи, като стените имат облицовка от дялан пясъчник от Чирпанско. Подът бил постлан с бял и черен мрамор в шахматна шарка – плочи, които в 1881 година са използвани за зидария.
След изгарянето на Стара Загора в Руско-турската война, в 1881 година започва събиране на дарения за възстановяването на храма – събрани са 32 560 гроша и 41 350 тухли. На 6 март 1881 година е спазарен майстор Ганчо Кънчев от Трявна. Осветяването на възобновения храм става на 8 октомври 1881 година.
На 5 октомври 1912 година в църквата цар Фердинанд I Български прочита манифеста за обявяване на Балканската война.
Трите камбани с общо тегло 600 оки са дарени от Васил Златев и пристигат в началото на февруари 1893 година. С 15 000 гроша в 1892 година започва да се строи камбанарията. Договорът за построяването ѝ е сключен на 1 юли 1894 година и тя е приета на 28 септември 1895 година. Планът е дело на окръжния инженер Фридрис. Цената ѝ е 10 024 лева и 41 стотинки.
В периода 1924 – 1925 година е направена пристройка от западната страна на храма, както и колонада на два етажа от майстор Нестор Апостолов. Цената е 373 270 лева. През 1954 година кръщелнята е превърната в параклис „Света Петка“ и на 2 февруари 1954 година митрополит Климент Старозагорски полага антиминс в него.

## Интериор

### Живопис
Основната част от иконите са дело на чирпанлията Георги Данчов: на иконостаса иконите на Иисус Христос, Света Богородица, Свети Йоан Предтеча, апостолите Петър и Павел и на Свети Теодор Стратилат. В 1910 – 1911 година дебърският майстор и революционер Апостол Христов изрисува централната завеса, Разпятието с предстоящите, завесите на южната и северните двери, иконите на архангелите Гавраил, Михаил и на свети Харалампий, всичките апостолски и други икони на иконостаса. Иконите на Свети Иван Рилски и Свети Спиридон са дело на Стефан Иванов, а тази на Свети Николай е на Иван Мърквичка. В храма работи и дебърският майстор Христо Благоев.
Изписването на храма става в 1923 – 1924 година от Кирил Кънчев от Калофер и Димитър Мандов от София, който на плат изрисува иконата на Въведение Богородично над входа. Декорацията е преработена в 1937 година и Кирил Кънчев изписва отново на кубето Иисус Христос, а на междупрозоречните полета образите на апостолите Петър и Павел, Андрей, Тома, Вартоломей, Филип, Яков, Симон. Под тях в разкошна орнаментовка са образите на пророците Исая, Йеремия, Илия и Мойсей, а над колоните четиримата евангелисти. В олтара са изписани сцените Рождество Христово и Благовещение.

### Иконостас
Иконостасът е поръчан чрез иконописеца Георги Данчов на Никола Василев от Калофер и заедно с владишкия трон струва 200 лири, дарение от княз Фердинанд I. На 1 април 1889 година иконостасът е поставен и одобрен от църковното настоятелство. В 1890 година дебърските майстори Йосиф Филипов и Иван Филипов си изработват разпятие и предстоящите за иконостаса на църквата за 1635 гроша, а на следната 1891 година за 1360 гроша правят и двете странични иконостасчета, на които са поставени иконите на Въведение Богородично и Свети Мина.